# Troy McIntosh
Troy McIntosh (ur. 29 marca 1973) – bahamski lekkoatleta specjalizujący się w długich biegach sprinterskich, dwukrotny uczestnik letnich igrzysk olimpijskich (Atlanta 1996, Sydney 2000), brązowy medalista olimpijski z Sydney w biegu sztafetowym 4 x 400 metrów.

## Sukcesy sportowe
- wielokrotny medalista mistrzostw Bahamów, m.in. złoty (1998)[1] i brązowy (2001)[2] w biegu na 400 metrów oraz dwukrotnie brązowy w biegu na 200 metrów (2005[3], 2007[4])

| Rok  | Miasto     | Zawody                                | Konkurencja        | Wynik         |
| ---- | ---------- | ------------------------------------- | ------------------ | ------------- |
| 1996 | Atlanta    | Igrzyska olimpijskie                  | sztafeta 4 x 400 m | 7. miejsce    |
| 1998 | Maracaibo  | Igrzyska Ameryki Środkowej i Karaibów | bieg na 400 m      | złoty medal   |
| 1999 | Maebashi   | Halowe mistrzostwa świata             | bieg na 400 m      | 4. miejsce    |
| 1999 | Sewilla    | Mistrzostwa świata                    | sztafeta 4 x 400 m | 6. miejsce    |
| 2000 | Sydney     | Igrzyska olimpijskie                  | sztafeta 4 x 400 m | brązowy medal |
| 2001 | Edmonton   | Mistrzostwa świata                    | sztafeta 4 x 400 m | złoty medal   |
| 2001 | Brisbane   | Igrzyska Dobrej Woli                  | sztafeta 4 x 400 m | brązowy medal |
| 2002 | Manchester | Igrzyska Wspólnoty Narodów            | sztafeta 4 x 400 m | brązowy medal |

## Rekordy życiowe
- bieg na 200 metrów – 20,62 – Fort-de-France 08/05/1999
- bieg na 400 metrów – 44,73 – Meksyk 09/06/1996
- bieg na 400 metrów (hala) – 46,05 – Maebashi 07/03/1999